# Bulweria bifax
El petrel de Santa Elena menor (Bulweria bifax) es una especie extinta de ave procelariforme de la familia Procellariidae endémica de la isla Santa Elena. Era un petrel de gran tamaño que se extinguió a principios del siglo XVI y se conoce solo por restos óseos en la isla.